# Sasa pulcherrima
Sasa pulcherrima är en gräsart som beskrevs av Gen-Iti Koidzumi. Sasa pulcherrima ingår i släktet sasabambu, och familjen gräs. Inga underarter finns listade i Catalogue of Life.